# Meteo Expert
Meteo Expert, precedentemente Centro Epson Meteo (CEM), è un'azienda italiana che opera nel campo delle previsioni meteorologiche professionali.

## Storia

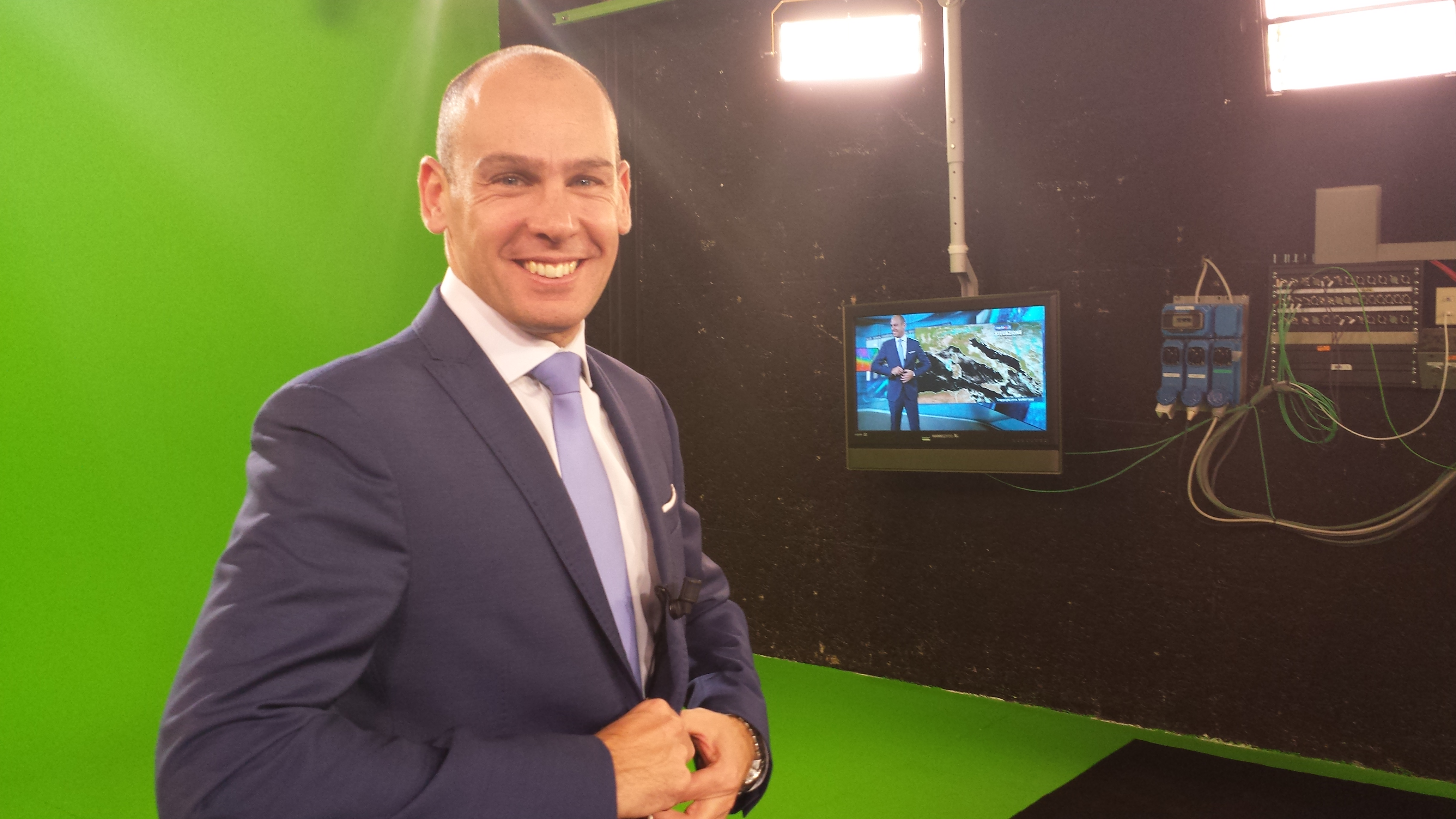
Daniele Izzo al Centro Epson Meteo

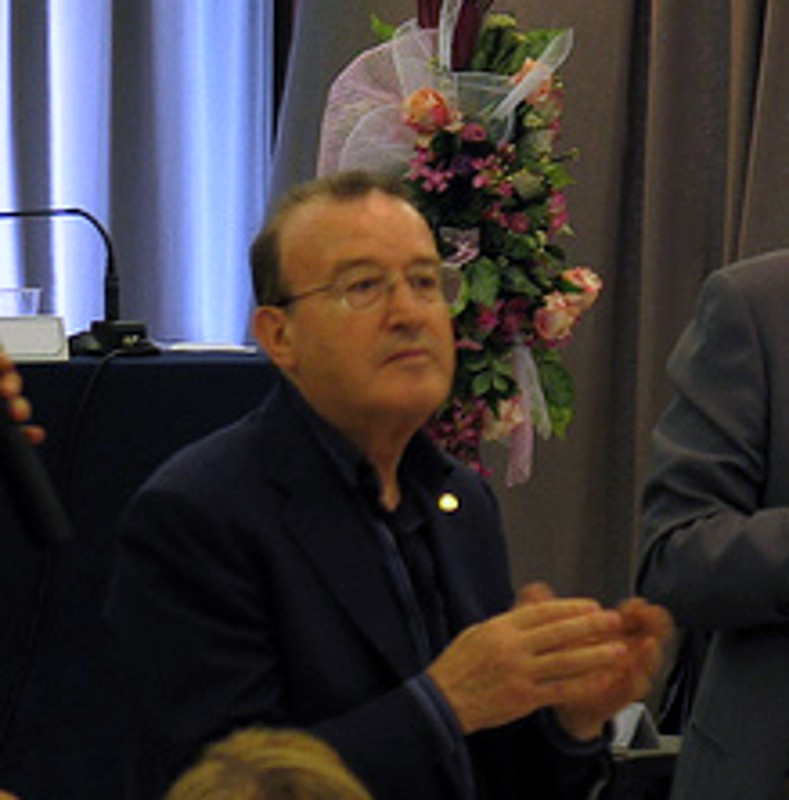
Mario Giuliacci, uno di fondatori del Centro Epson Meteo

Il progetto per la realizzazione di un centro meteorologico d'avanguardia ha preso il via nei primi anni novanta, esattamente verso il 1993-95, formato da un ristretto gruppo di meteorologi e manager italiani.
Nel 1995 venne quindi fondato il Centro Epson Meteo (CEM). Mantenendo fede alle linee progettuali che ne hanno ispirato la costituzione, il CEM sin dall'inizio ha fondato il suo sviluppo su due direttrici strutturali: attività di ricerca e sviluppo nell'ambito della Fisica dell'Atmosfera e Servizio di previsioni meteorologiche professionali.
All'interno del CEM è garantita una continua attività di interscambio delle esperienze professionali al fine di far sì che ogni progetto di ricerca trovi precise finalità nel supporto ai meteorologi, garantendo quindi un servizio di previsione ai massimi livelli di qualità.

## Descrizione
Meteo Expert dispone di una serie di propri centri di calcolo strategicamente dislocati in differenti aree geografiche tanto da garantire la necessaria continuità operativa nel pieno rispetto delle normative di sicurezza strategica. 
A tal fine si avvale di una propria rete di radar meteorologici ad altissima risoluzione e di una rete di rilevatori di fulmini. Il CEM e le infrastrutture tecnologiche ad esso collegate sono certificate secondo la normativa ISO 9001-2008 ed ICAO.

### I servizi
Meteo Expert negli anni ha attuato e mantiene un grande numero di collaborazioni in campo scientifico e tecnico a carattere nazionale. Ha partecipato e gestisce come capofila numerosi importanti progetti di ricerca scientifica in ambito meteorologico e climatologico. In Meteo Expert opera una Divisione di Produzione Televisiva per le reti Mediaset ed altre televisioni italiane. 
Da qui vengono trasmesse tutte le edizioni di meteo.it, generate dal centro di produzione interno dotato di 3 grandi studi televisivi di diverso stile di allocazione. Nell'ambito di Internet si affidano Meteo Expert alcuni portali italiani, tra i quali il sito meteo.it. Anche nel settore radiofonico si affidano al Centro Epson Meteo alcuni network nazionali e molte emittenti regionali.

## Meteorologi
- Raffaele Salerno (direttore scientifico)

- Andrea Giuliacci

- Lorenzo Danieli

- Daniele Izzo
- Flavio Galbiati
- Simone Abelli
- Giovanni Di Pierro
- Rino Cutuli
- Serena Giacomin